# WWE Cruiserweight Championship (1996–2007)
Die WWE Cruiserweight Championship (zu deutsch WWE Meisterschaft im Cruisergewicht) war ein Wrestling-Titel der US-amerikanischen Promotion World Wrestling Entertainment (WWE). Der Titel hatte offiziell ein Gewichtslimit von 102 kg (225 lbs). Nach der Übernahme von WCW durch die damalige WWF im Jahr 2001 wurde der Titel zu einer WWF Meisterschaft und ersetzte die WWF Light Heavyweight Championship. Während des ersten Brand-Splits wurde der Titel exklusiv bei SmackDown! verteidigt.
Die Meisterschaft wurde 1996 in WCW, mit Shinjiro Otani als erstem Titelträger, ins Leben gerufen. Nach dem Kauf von WCW betrachtete die WWF/E den Titel jedoch als Fortsetzung der früheren WCW Light Heavyweight Championship, die 1991 mit Brian Pillman als ersten Titelträger ins Leben gerufen worden war. Die Cruiserweight Championship wurde im Jahr 2007, mit Hornswoggle als letztem Champion, eingestellt.
Eine weitere Cruiserweight Championship wurde 2016 ins Leben gerufen, und obwohl beide Meisterschaften denselben Namen trugen, trug die neuere Meisterschaft nicht die Abstammung des Originals. Der neuere Titel hatte auch eine andere Gewichtsgrenze von 93 kg (205 lbs). Diese Meisterschaft wurde im Jahr 2022 eingestellt.

## Geschichte
Im Jahr 1991 wurde in einem Turnier der erste WCW Light Heavyweight Champion ermittelt. Am 27. Oktober 1991 gewann Brian Pillman das Turnier und wurde der erste Titelträger. Als sich 1992 der damalige Titelträger Brad Armstrong verletzte und den Titel abgeben musste, wurde der Titel für vakant erklärt. Ein Turnier, um einen neuen Champion zu finden, wurde zwar angesetzt, fand jedoch nie statt.
1996 veranstaltete die World Championship Wrestling erneut ein Turnier, um einen Champion für die Gewichtsklasse zu krönen, diesmal unter dem Titel WCW Cruiserweight Championship. Der erste Champion unter dieser neuen Abstammungslinie war Shinjiro Otani, der Chris Benoit im Turnierfinale besiegte. Nach dem Erwerb der WCW durch die WWF wurden beide Titellinien als verwandt angesehen, und die WWE bezeichnet die Titelträger der WCW Light Heavyweight Championship als ehemalige Cruiserweight Champions.
Nach dem Kauf der WCW wurde die WCW Cruiserweight Championship innerhalb der WWE verteidigt. Ein Titel-Vereinigung beim Survivor Series Event gegen den damaligen WWF Light Heavyweight Champion X-Pac wurde abgesagt, weil X-Pac sich eine Verletzung zuzog. Daraufhin nahm die WWE dann die WCW Cruiserweight Championship als ihre eigene Version des Cruiserweight Championtitels an und stellte die WWF Light Heavyweight Championship ein.
Nach der Übernahme der WCW teilte man die wegen eines Rechtsstreites mit dem World Wildlife Fund umbenannte WWE in zwei Kader, Raw und SmackDown, um die Masse der Akteure nach dem Kauf der WCW aufteilen zu können. Der Titel wurde SmackDown zugeteilt und in WWE Cruiserweight Championship umbenannt. Am 28. September 2007 wurde der Titel für vakant erklärt, nachdem Hornswoggle der Titel aberkannt wurde. und seitdem nicht mehr erwähnt. 6 Monate später folgte die offizielle Einstellung des Titels.

## Liste der Titelträger

### Light Heavyweight Titelträger (1991–1992)
| # | Titelträger       | Nr. | Tage | Datum             | Ort                    | Veranstaltung                               | Anmerkung |
| - | ----------------- | --- | ---- | ----------------- | ---------------------- | ------------------------------------------- | --- |
| 1 | Brian Pillman     | 1   | 59   | 27. Oktober 1991  | Chattanooga, Tennessee | Halloween Havoc                             | Besiegte Richard Morton in einem Turnierfinale, um erster WCW Light Heavyweight Champion zu werden.                                                                    |
| 2 | Jushin Liger      | 1   | 66   | 25. Dezember 1991 | Atlanta, Georgia       | Houseshow                                   | |
| 3 | Brian Pillman     | 2   | 112  | 29. Februar 1992  | Milwaukee, Wisconsin   | SuperBrawl II                               | |
| 4 | Scotty Flamingo   | 1   | 15   | 20. Juni 1992     | Mobile, Alabama        | Beach Blast                                 | |
| 5 | Brad Armstrong    | 1   | 59   | 5. Juli 1992      | Atlanta, Georgia       | Houseshow                                   | |
| — | Titel eingestellt | —   | —    | 2. September 1992 | Atlanta, Georgia       | Clash of the Champions XX: 20th Anniversary | Wegen einer Knieverletzung Armstrongs wurde der Titel für vakant erklärt. Ein Turnier, um einen neuen Champion zu finden, wurde zwar angesetzt, fand jedoch nie statt. |

### Cruiserweight Titelträger (1996–2007)
| #  | Titelträger         | Nr. | Tage | Datum              | Ort                  | Veranstaltung                | Anmerkung |
| -- | ------------------- | --- | ---- | ------------------ | -------------------- | ---------------------------- | --- |
| 1  | Shinjiro Otani      | 1   | 43   | 20. März 1996      | Nagoya, Japan        | Hyper Battle                 | Besiegte Wild Pegasus in einem Turnierfinale, um der erste Cruiserweight Champion zu werden. Dies war ein New Japan Pro-Wrestling Event. |
| 2  | Dean Malenko        | 1   | 67   | 2. Mai 1996        | Lake Buena Vista, FL | WorldWide                    | Ausgestrahlt am 18. Mai 1996. |
| 3  | Rey Misterio, Jr.   | 1   | 111  | 8. Juli 1996       | Lake Buena Vista, FL | Monday Nitro                 | |
| 4  | Dean Malenko        | 2   | 63   | 27. Oktober 1996   | Las Vegas, NV        | Halloween Havoc              | |
| 5  | Último Dragón       | 1   | 23   | 29. Dezember 1996  | Nashville, TN        | Starrcade                    | In diesem Match war ebenfalls Dragóns J-Crown auf dem Spiel. |
| 6  | Dean Malenko        | 3   | 33   | 21. Januar 1997    | Milwaukee, WI        | Clash of the Champions XXXIV | |
| 7  | Syxx                | 1   | 125  | 23. Februar 1997   | Daly City, CA        | SuperBrawl VII               | |
| 8  | Chris Jericho       | 1   | 30   | 28. Juni 1997      | Inglewood, CA        | Houseshow                    | Jericho gewann ein Titelmatch bei einer Houseshow, welche nur im Internet als Saturday Nitro ausgestrahlt wurde. |
| 9  | Alex Wright         | 1   | 15   | 28. Juli 1997      | Charleston, WV       | Monday Nitro                 | |
| 10 | Chris Jericho       | 2   | 33   | 12. August 1997    | Colorado Springs, CO | Saturday Night               | Ausgestrahlt am 16. August 1997. |
| 11 | Eddie Guerrero      | 1   | 42   | 14. September 1997 | Winston-Salem, NC    | Fall Brawl                   | |
| 12 | Rey Misterio, Jr.   | 2   | 15   | 26. Oktober 1997   | Las Vegas, NV        | Halloween Havoc              | Dies war ein Maske vs. Titel-Match. |
| 13 | Eddie Guerrero      | 2   | 49   | 10. November 1997  | Memphis, TN          | Monday Nitro                 | |
| 14 | Ultimo Dragon       | 2   | 8    | 29. Dezember 1997  | Baltimore, MD        | Monday Nitro                 | |
| 15 | Juventud Guerrera   | 1   | 7    | 9. Januar 1998     | Daytona Beach, FL    | Thunder                      | |
| 16 | Rey Misterio, Jr.   | 3   | 9    | 15. Januar 1998    | Lakeland, FL         | Thunder                      | |
| 17 | Chris Jericho       | 3   | 113  | 24. Januar 1998    | Dayton, OH           | Souled Out                   | |
| 18 | Dean Malenko        | 4   | 25   | 17. Mai 1998       | Worcester, MA        | Slamboree                    | Malenko gewann maskiert wie der Wrestler Ciclope eine Battle Royal, um sich ein Titelmatch zu verdienen. |
| —  | Titel vakant        | —   | —    | 11. Juni 1998      | Buffalo, NY          | Thunder                      | Titel wurde vakant erklärt, weil Malenko das Titelmatch erhielt, als er maskiert war. |
| 19 | Chris Jericho       | 4   | 55   | 14. Juni 1998      | Baltimore, MD        | The Great American Bash      | Besiegte Dean Malenko durch Disqualifikation. Am 12. Juli beim Bash at the Beach besiegte Rey Misterio, Jr. Jericho dank des Eingreifens von Malenko. Deshalb wurde Jericho der Titel in der folgenden Nacht zurückgegeben.                                                                          |
| 20 | Juventud Guerrera   | 2   | 37   | 8. August 1998     | Sturgis, SD          | Road Wild                    | Dean Malenko war der Special Guest Referee. |
| 21 | Billy Kidman        | 1   | 63   | 14. September 1998 | Greenville, SC       | Monday Nitro                 | |
| 22 | Juventud Guerrera   | 3   | 6    | 16. November 1998  | Wichita, KS          | Monday Nitro                 | |
| 23 | Billy Kidman        | 2   | 113  | 22. November 1998  | Auburn Hills, MI     | World War 3                  | |
| 24 | Rey Misterio, Jr.   | 4   | 30   | 15. März 1999      | Cincinnati, OH       | Monday Nitro                 | |
| 25 | Psychosis           | 1   | 7    | 19. April 1999     | Gainesville, FL      | Monday Nitro                 | Dies war ein Four Way-Match in dem ebenfalls Juventud Guerrera und Blitzkrieg beteiligt waren. |
| 26 | Rey Misterio, Jr.   | 5   | 115  | 26. April 1999     | Fargo, ND            | Monday Nitro                 | |
| 27 | Lenny Lane          | 1   | 46   | 19. August 1999    | Lubbock, TX          | Thunder                      | |
| —  | Titel vakant        | —   | —    | 4. Oktober 1999    | —                    | —                            | Titel wurde vakant erklärt, weil Lane der Titel entzogen wurde. Turner Broadcasting reagierte damit auf die negative Publicity, die Lanes homosexuelles Gimmick erzeugte. |
| 28 | Psychosis           | 2   | 0    | 4. Oktober 1999    | Kansas City, MO      | Monday Nitro                 | Bei Nitro wurde verkündet, dass er Lane bei einer Houseshow besiegte, obwohl das Match niemals stattfand. Später wurde behauptet, dass der Titel Psychosis aus unerklärlichen Gründen bei Nitro verliehen wurde.                                                                                     |
| 29 | Disco Inferno       | 1   | 48   | 4. Oktober 1999    | Kansas City, MO      | Monday Nitro                 | |
| 30 | Evan Karagias       | 1   | 28   | 21. November 1999  | Toronto, Kanada      | Mayhem                       | |
| 31 | Madusa              | 1   | 28   | 19. Dezember 1999  | Washington, D.C.     | Starrcade                    | War die erste Frau, die den Titel gewann. |
| 32 | Oklahoma            | 1   | 2    | 16. Januar 2000    | Cincinnati, OH       | Souled Out                   | |
| —  | Titel vakant        | —   | —    | 18. Januar 2000    | Evansville, IN       | —                            | Vakant erklärt, weil Oklahoma das Gewichtslimit überschritt. Ausgestrahlt am 19. Januar. |
| 33 | The Artist          | 1   | 29   | 20. Februar 2000   | Daly City, CA        | SuperBrawl 2000              | Besiegte Lash LeRoux in einem Turnierfinale. |
| 34 | Billy Kidman        | 3   | 1    | 30. März 2000      | Baltimore, Maryland  | Houseshow                    | |
| 35 | The Artist          | 2   | 10   | 31. März 2000      | Pittsburgh, PA       | Houseshow                    | |
| —  | Titel vakant        | —   | —    | 10. April 2000     | Denver, CO           | Monday Nitro                 | Alle WCW-Titel wurden von Eric Bischoff und Vince Russo vakant erklärt. |
| 36 | Chris Candido       | 1   | 29   | 16. April 2000     | Chicago, IL          | Spring Stampede              | Besiegte The Artist, Juventud Guerrera, Shannon Moore, Lash LeRoux und Crowbar in einem Six Way-Match. |
| 37 | Crowbar und Daffney | 1   | 7    | 15. Mai 2000       | Biloxi, MS           | Monday Nitro                 | Besiegten Candido und Tammy Lynn Sytch in einem Intergender Tag team Match, um bei Monday Nitro Co-Champions zu werden. |
| 38 | Daffney             | 2   | 15   | 22. Mai 2000       | Grand Rapids, MI     | Monday Nitro                 | Besiegte Crowbar um alleinige Titelträgerin zu werden. |
| 39 | Lieutenant Loco     | 1   | 55   | 6. Juni 2000       | Knoxville, TN        | Thunder                      | Dies war ein Triple Threat-Match an dem auch Disco Inferno beteiligt war. Ausgestrahlt am 7. Juni 2000. |
| 40 | Lance Storm         | 1   | 14   | 31. Juli 2000      | Cincinnati, OH       | Monday Nitro                 | Hielt gleichzeitig die WCW United States Heavyweight Championship und die WCW Hardcore Championship. |
| 41 | Elix Skipper        | 1   | 49   | 14. August 2000    | Kelowna, Kanada      | Monday Nitro                 | Skipper wurde der Titel von seinem Team Canada-Partner Storm überreicht, welcher den Titel "100 Kilogramm und darunter" nannte. |
| 42 | Mike Sanders        | 1   | 63   | 2. Oktober 2000    | Daly City, CA        | Monday Nitro                 | Sanders und Kevin Nash besiegten Skipper in einem Handicap Powerbomb-Match. |
| 43 | Chavo Guerrero, Jr. | 2   | 104  | 4. Dezember 2000   | Lincoln, NE          | Thunder                      | Trat ehemals als Lieutenant Loco auf. |
| 44 | Shane Helms         | 1   | 107  | 18. März 2001      | Jacksonville, FL     | Greed                        | WCW wurde später in diesem Monat von World Wrestling Entertainment aufgekauft. |
| 45 | Billy Kidman        | 4   | 27   | 3. Juli 2001       | Tacoma, WA           | SmackDown                    | Ausgestrahlt am 5. Juli 2001. |
| 46 | X-Pac               | 2   | 71   | 30. Juli 2001      | Philadelphia, PA     | Raw is War                   | Trat ehemals als Syxx auf. War auch gleichzeitig der amtierende WWF Light Heavyweight Champion. |
| 47 | Billy Kidman        | 5   | 13   | 9. Oktober 2001    | Moline, IL           | SmackDown                    | Ausgestrahlt am 11. Oktober 2001. |
| 48 | Tajiri              | 1   | 162  | 22. Oktober 2001   | Kansas City, MO      | Raw                          | Ein Titel-Vereinigung beim Survivor Series Event gegen den damaligen WWF Light Heavyweight Champion X-Pac wurde abgesagt, nachdem sich dieser eine Verletzung zuzog. Daraufhin wurde der WWF Light Heavyweight Championship eingestellt und durch die diese Meisterschaft ersetzt.                   |
| 49 | Billy Kidman        | 6   | 19   | 2. April 2002      | Rochester, NY        | SmackDown                    | Ausgestrahlt am 4. April 2002. |
| 50 | Tajiri              | 2   | 23   | 21. April 2002     | Kansas City, MO      | Backlash                     | |
| 51 | The Hurricane       | 2   | 40   | 14. Mai 2002       | Montreal, Kanada     | SmackDown                    | Trat ehemals als Shane Helms auf. Dies war ein Triple Threat-Match, in welchen auch Billy Kidman beteiligt war. Ausgestrahlt am 16. Mai 2002. |
| 52 | Jamie Noble         | 1   | 147  | 23. Juni 2002      | Columbus, OH         | King of the Ring             | |
| 53 | Billy Kidman        | 7   | 98   | 17. November 2002  | New York, NY         | Survivor Series              | |
| 54 | Matt Hardy          | 1   | 100  | 23. Februar 2003   | Montreal, Kanada     | No Way Out                   | |
| 55 | Rey Mysterio        | 6   | 112  | 3. Juni 2003       | Sacramento, CA       | SmackDown                    | Trat ehemals als Rey Misterio, Jr. auf. Ausgestrahlt am 5. Juni 2003. |
| 56 | Tajiri              | 3   | 98   | 23. September 2003 | Philadelphia, PA     | SmackDown                    | Ausgestrahlt am 25. September 2003. |
| 57 | Rey Mysterio        | 7   | 47   | 30. Dezember 2003  | Laredo, TX           | SmackDown                    | Ausgestrahlt am 1. Januar 2004. |
| 58 | Chavo Guerrero      | 3   | 79   | 15. Februar 2004   | Daly City, CA        | No Way Out                   | Trat ehemals als Chavo Guerrero, Jr. auf. |
| 59 | Jacqueline          | 1   | 12   | 4. Mai 2004        | Tucson, AZ           | SmackDown                    | Ausgestrahlt am 6. Mai 2004. |
| 60 | Chavo Guerrero      | 4   | 2    | 16. Mai 2004       | Los Angeles, CA      | Judgment Day                 | Er musste einem Arm auf seinem Rücken gebunden haben. Sein Vater Chavo Classic befreite ihn aus dieser misslichen Situation während des Kampfes. |
| 61 | Chavo Classic       | 1   | 28   | 18. Mai 2004       | Las Vegas, NV        | SmackDown                    | Dies war ein Triple Threat-Match an welchen auch Spike Dudley beteiligt war. Ausgestrahlt am 20. Mai 2004. |
| 62 | Rey Mysterio        | 8   | 42   | 15. Juni 2004      | Chicago, IL          | SmackDown                    | Ausgestrahlt am 17. Juni 2004. |
| 63 | Spike Dudley        | 1   | 138  | 27. Juli 2004      | Cincinnati, OH       | SmackDown                    | Ausgestrahlt am 29. Juli 2004. |
| 64 | Funaki              | 1   | 70   | 12. Dezember 2004  | Atlanta, GA          | Armageddon                   | |
| 65 | Chavo Guerrero      | 5   | 37   | 20. Februar 2005   | Pittsburgh, PA       | No Way Out                   | Gewann den Titel in einer 6-Mann-Cruiserweight Open, in welcher ebenfalls Paul London, Akio, Shannon Moore und Spike Dudley beteiligt waren. |
| 66 | Paul London         | 1   | 126  | 29. März 2005      | Houston, TX          | SmackDown                    | Gewann eine 8-Mann-Battle Royal. Ausgestrahlt am 31. März 2005. |
| 67 | Nunzio              | 1   | 68   | 6. August 2005     | Bridgeport, CT       | Velocity                     | |
| 68 | Juventud            | 4   | 37   | 9. Oktober 2005    | Houston, TX          | No Mercy                     | Trat ehemals als Juventud Guerrera auf. |
| 69 | Nunzio              | 2   | 7    | 15. November 2005  | Rom, Italien         | Houseshow                    | |
| 70 | Juventud            | 5   | 26   | 22. November 2005  | Sheffield, England   | SmackDown                    | Ausgestrahlt am 25. November 2005. |
| 71 | Kid Kash            | 1   | 42   | 18. Dezember 2005  | Providence, RI       | Armageddon                   | |
| 72 | Gregory Helms       | 3   | 385  | 29. Januar 2006    | Miami, FL            | Royal Rumble                 | Trat ehemals als The Hurricane auf. Dies war ein Six Way-Match in welchen ebenfalls Funaki, Jamie Noble, Nunzio und Paul London beteiligt waren. Helms, welcher ein Raw Superstar war, wechselte nach dem Titelgewinn zu SmackDown. Dies ist die längste Regentschaft eines Cruiserweight Champions. |
| 73 | Chavo Guerrero      | 6   | 154  | 18. Februar 2007   | Los Angeles, CA      | No Way Out                   | Dies war eine 8-Mann-Cruiserweight Open an welcher ebenfalls Daivari, Shannon Moore, Funaki, Jamie Noble, Jimmy Wang Yang und Scotty 2 Hotty beteiligt waren. |
| 74 | Hornswoggle         | 1   | 65   | 22. Juli 2007      | San José, CA         | The Great American Bash      | Dies war eine 6-Mann-Cruiserweight Open an welcher ebenfalls Jimmy Wang Yang, Shannon Moore, Funaki und Jamie Noble beteiligt waren. |
| —  | Titel eingestellt   | —   | —    | 4. März 2008       | —                    | —                            | Der Titel wurde am 25. September (ausgestrahlt am 28. September) von SmackDown-General Manager Vickie Guerrero für vakant erklärt. Am 4. März 2008 wurde auf wwe.com der Titel zu den nicht mehr aktiven Titeln verschoben und somit offiziell eingestellt.                                          |

## Regentschaften – absolut

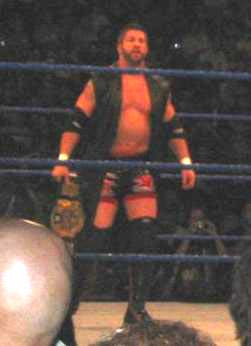
Gregory Helms hielt den Titel dreimal für insgesamt 529 Tage.

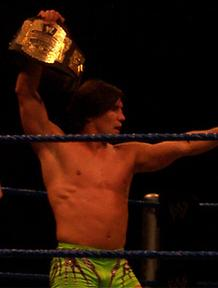
Paul London hielt den Titel 127 Tage.

| #  | Titelträger       | Nr. | Tage |
| -- | ----------------- | --- | ---- |
| 1  | Gregory Helms     | 2   | 529  |
| 2  | Rey Mysterio      | 8   | 476  |
| 3  | Chavo Guerrero    | 6   | 431  |
| 4  | Billy Kidman      | 7   | 321  |
| 5  | Tajiri            | 3   | 284  |
| 6  | Chris Jericho     | 4   | 255  |
| 7  | X-Pac             | 2   | 195  |
| 8  | Dean Malenko      | 4   | 185  |
| 9  | Jamie Noble       | 1   | 146  |
| 10 | Spike Dudley      | 1   | 135  |
| 11 | Paul London       | 1   | 127  |
| 12 | Juventud Guerrera | 5   | 105  |
| 13 | Matt Hardy        | 1   | 101  |
| 14 | Eddie Guerrero    | 2   | 89   |
| 15 | Nunzio            | 2   | 72   |
| 16 | Funaki            | 1   | 69   |
| 17 | Hornswoggle       | 1   | 68   |
| 18 | Mike Sanders      | 1   | 62   |
| 19 | Elix Skipper      | 1   | 48   |
| 19 | Disco Inferno     | 1   | 48   |
| 21 | The Artist        | 2   | 47   |
| 22 | Lenny Lane        | 1   | 45   |
| 23 | Shinjiro Otani    | 1   | 42   |
| 24 | Kid Kash          | 1   | 41   |
| 25 | Último Dragón     | 2   | 32   |
| 26 | Chris Candido     | 1   | 28   |
| 27 | Evan Karagias     | 1   | 27   |
| 27 | Medusa            | 1   | 27   |
| 27 | Chavo Classic     | 1   | 27   |
| 30 | Daffney           | 1   | 20   |
| 31 | Alex Wright       | 1   | 18   |
| 32 | Lance Storm       | 1   | 13   |
| 33 | Jacqueline        | 1   | 9    |
| 34 | Crowbar           | 1   | 6    |
| 34 | Psychosis         | 2   | 6    |
| 36 | Oklahoma          | 1   | 1    |